# 辽宁省妇女联合会
辽宁省妇女联合会，简称辽宁省妇联，是中华人民共和国辽宁省妇女儿童工作者组成的人民团体，是中华全国妇女联合会的地方组织，接受中国共产党辽宁省委员会的领导。其最高权力机构是辽宁省妇女代表大会。